# Чирпан (община)
Чирпан (болг. Община Чирпан) — община в Болгарии. Входит в состав Старозагорской области. Население составляет 25 936 человек (на 21.07.05 г.).

## Состав общины
В состав общины входят следующие населённые пункты:
1. Винарово
2. Воловарово
3. Гита
4. Дыржава
5. Зетёво
6. Златна-Ливада
7. Изворово
8. Малко-Трыново
9. Могилово
10. Осларка
11. Рупките
12. Свобода
13. Спасово
14. Средно-Градиште
15. Стоян-Заимово
16. Целина
17. Ценово
18. Чирпан
19. Яворово
20. Яздач